# Basilica della Madonna dell'Umiltà
La basilica della Madonna dell'Umiltà è una basilica pistoiese dedicata alla Vergine Maria, consacrata nel 1582.
La sua importanza architettonica è dovuta alla cupola cinquecentesca del diametro di circa 25 metri, realizzata da Giorgio Vasari e alta 59 metri. La struttura è anche nota come importante centro di devozione mariana e per questo assume anche il nome di santuario della Madonna dell'Umiltà.

## Storia
L'attuale edificio sorse sul luogo dell'antica chiesetta di Santa Maria Forisportae, così detta perché edificata all'esterno della prima cerchia di mura ed era appena al di fuori della Porta Vecchia. La chiesetta, dedicata a Maria Assunta, ad uno dei suoi altari, presumibilmente sulla parete sinistra dell'atrio, su commissione del vescovo B. Andrea Franchi, nel 1382 un pittore (forse il pistoiese Paolo Serafini o Giovanni di Bartolomeo Cristiani o, secondo alcuni, da Fra Paolo o Barnaba da Modena) aveva dipinto ad affresco un'immagine della Madonna dell'Umiltà, cioè non seduta in trono, secondo un'iconografia che in Italia conobbe una diffusione particolare proprio fra Tre e Quattrocento.

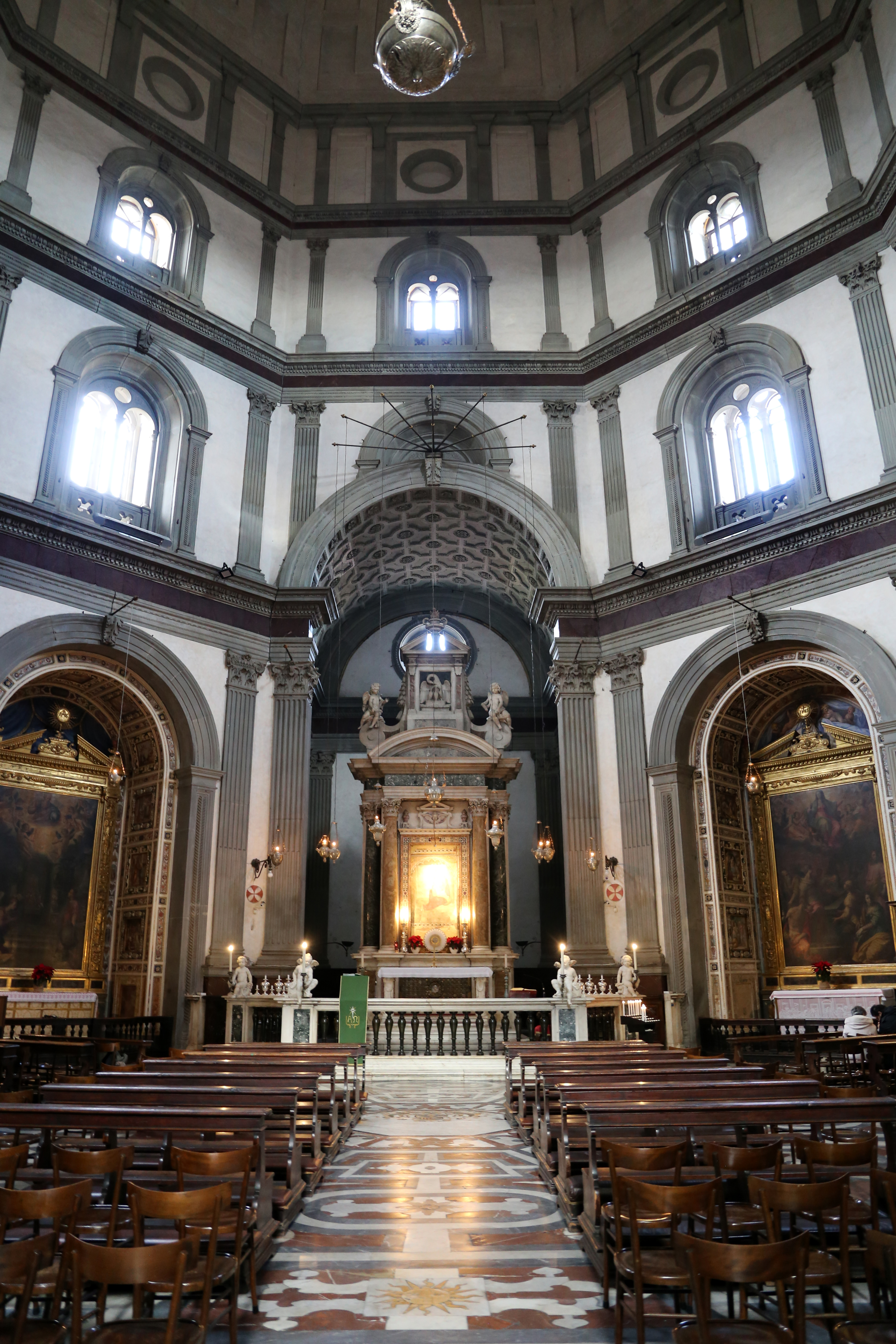
L'interno della basilica

Secondo la tradizione il 17 luglio 1490, in mezzo all'infuriare delle lotte interne fra Panciatichi e Cancellieri, alcune persone videro l'umile immagine della Vergine illuminarsi e poi stillare dalla fronte tre sottili rivoli di un prodigioso licore, quasi che la Vergine soffrisse nell'assistere impotente a tanti scempi fratricidi. Il miracolo fu confermato dal vescovo Niccolò Pandolfini assieme al podestà, al capitano del Popolo, al gonfaloniere e ai priori. Colpite da questo segnale celeste e spinte dalla devozione che subito prese vita intorno all'icona miracolosa, le famiglie più importanti di Pistoia decisero la costruzione del santuario rinascimentale che commemorasse in modo degno tale episodio.
Fra i vari progetti presentati fu scelto quello di Giuliano da Sangallo, forse su commissione di Lorenzo il Magnifico, ma da quando Sangallo, nel 1494, si allontanò dalla Toscana a seguito della traumatica interruzione della Signoria dei Medici ponendosi al servizio del cardinale Della Rovere, la direzione dei lavori venne assunta da Ventura Vitoni, che la tradizione ha sempre indicato come l'architetto della fabbrica: i lavori iniziarono già nel 1495, ma si trascinarono a lungo, nel 1522 il Vitoni morì e nel 1563 la costruzione della cupola fu affidata da Cosimo I a Giorgio Vasari, che seguì un disegno diverso da quello originario e realizzò la grande copertura a cupola. Nel 1568 fu completata la lanterna. Nel 1579 l'opera fu compiuta trasportando l'affresco trecentesco sopra il nuovo altare disegnato da Pietro Tacca. La chiesa fu consacrata nel 1582.
Nell'ottobre 1931 papa Pio XI elevò la chiesa alla dignità di basilica minore.

## Descrizione

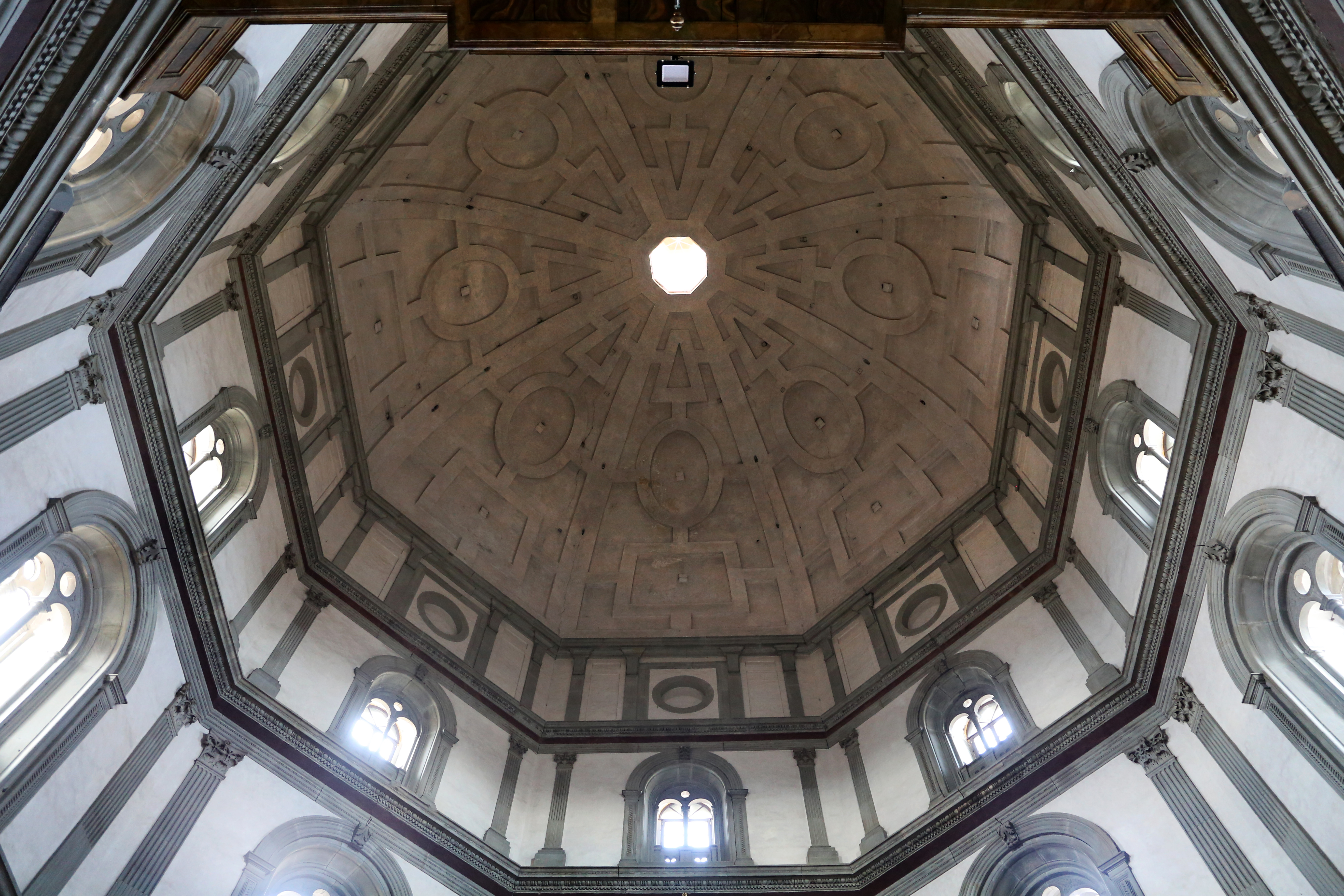
La cupola del Vasari (interno)

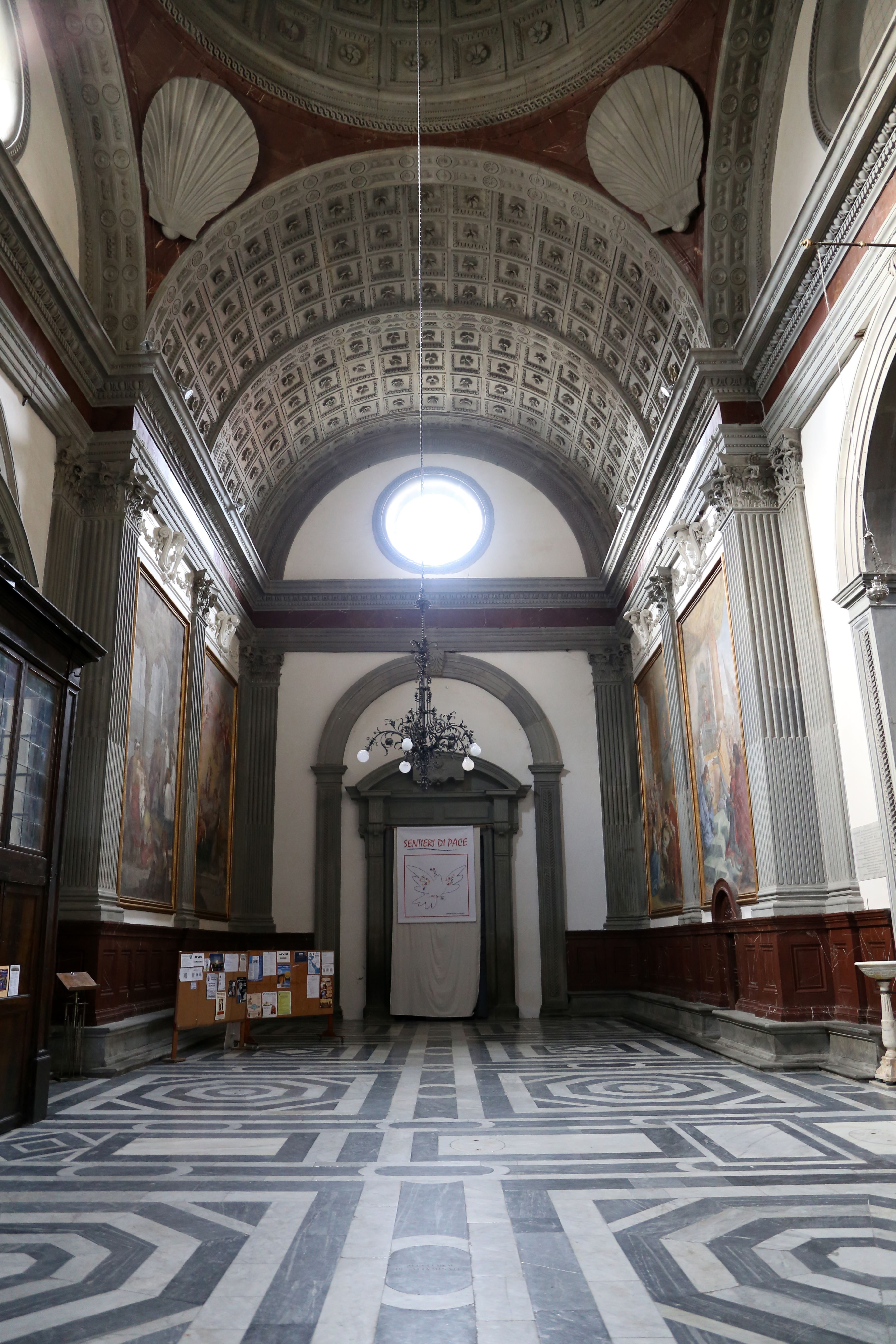
Il vestibolo.

La basilica è uno degli edifici che sotto il profilo architettonico, urbanistico e religioso maggiormente si identifica con la storia e l'immagine di Pistoia.
Nell'interno un severo vestibolo o atrio, con volte a botte decorate da rosoni e da una cupoletta centrale, che occupa lo spazio su cui un tempo sorgeva la chiesetta medioevale, precede il vano centrale. L'ambiente è arricchito da grandi riquadri ad affresco realizzati a partire dal 1716 su commissione del cardinal Carlo Agostino Fabroni, in occasione della solenne incoronazione dell'immagine della Madonna dell'umiltà, voluta dal capitolo di San Pietro per il 1717.
L'ottagono centrale è decorato dai tre ordini architettonici nel tamburo e da un pavimento in marmi di vari colori, è sovrastato dalla cupola del Vasari e completato dal presbiterio ideato dal pistoiese Jacopo Lafri.
Alle pareti sono sei altari laterali introdotti da archi a tutto sesto riccamente ornati che incorniciano grandi tele, opere di pittori fiorentini dal Cinquecento al Settecento: Alessandro Fei detto "Il Barbiere" decorò la cappella a sinistra dell'altare, con affreschi rafﬁguranti Storie della Vergine e la pala d’altare con l’Annunciazione, databili agli inizi degli anni ottanta del Cinquecento. La cappella a destra dell'altare fu decorata da Giovan Battista Naldini che dipinse gli affreschi agli inizi degli anni ottanta e la pala con l'Assunta e Santi probabilmente nella seconda metà.
Altre opere in chiesa sono di Alessio Gemignani, Giovanni Martinelli (Miracolo di San Zanobi, 1655), Lazzaro Baldi,  Giovanni Domenico Piastrini, Giovanni Domenico Ferretti, Vincenzo Meucci, e di Giuseppe Gricci.
La balaustra realizzata nel 1597 con colonnine in bronzo racchiude un dossale marmoreo costruito nel 1612 dallo scultore Pietro Tacca e dell'architetto Lafri. Al centro del dossale fu traslata l'immagine miracolosa.
Nell'abside si segnala il dipinto su tavola di Bernardino del Signoraccio, proveniente dal monastero di San Mercuriale e raffigurante la Madonna col Bambino e i santi Mercuriale e Benedetto (1493).

## Il Tesoro della Madonna
Altrettanto valore, se non di più, è da attribuirsi al cosiddetto "tesoro della Madonna", un insieme di arredi sacri di proprietà della basilica la cui rilevanza investe non solo e non tanto il campo delle arti, quanto quello della storia sociale e religiosa della città. Fra questi si segnale il ciborio d'argento, opera dell'orafo fiorentino Giovan Battista Mariani, donato dal cavalier Fabio Tolomei nel 1630 come ringraziamento per lo scampato pericolo della peste; ad esso nel 1643 fu aggiunto, come dono del balì Camillo Rospigliosi, un gradino, anch'esso in argento, che celebra la resistenza opposta dai pistoiesi all'assedio delle truppe barberine. La stessa famiglia Rospigliosi, che insieme ai Tolomei stabilì di fatto una specie di patronato sulla chiesa, donò nel 1669, per mano di Giulio, allora papa col nome di Clemente IX, un ramo di rose d'oro con in cima uno zaffiro. Ancor più eccezionale, sebbene meno conosciuto, il patrimonio tessile della basilica annovera fra i suoi pezzi dei capolavori assoluti, come la secentesca tovaglia realizzata in merletto ad ago tipo Venezia. A testimonianza della devozione della città resta un ricco insieme di ex voto, alcuni dei quali raffigurano in argento le parti del corpo su cui ha operato l'azione miracolosa della Madonna, e altri invece sono gioielli o comunque oggetti personali particolarmente cari a chi li ha donati.